# 시발바

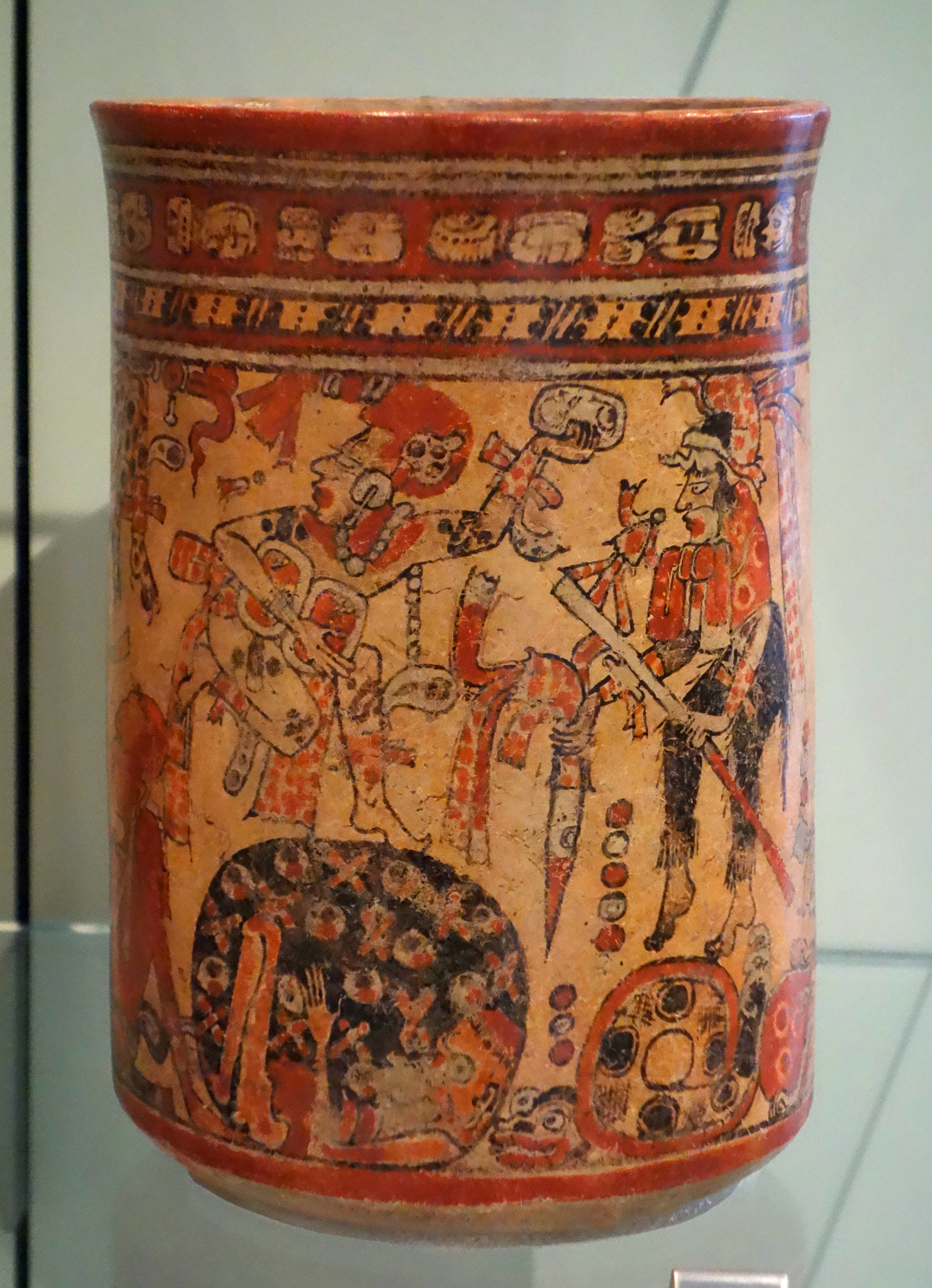
시발바 궁정에 있는 신들을 묘사한 도관

시발바(Xibalba) 또는 미트날(키체어: Mitnal)은 마야 신화에서 죽음의 신들과 조력자들이 통치하는 명계를 의미한다. 16세기 베라파스에서 시발바의 입구는 전통적으로 과테말라의 코반 근처에 있는 동굴로 여겨졌다. 인근 벨리즈의 동굴 체계 또한 시발바의 입구로 간주되었으며, 일부 마야 지역에서는 은하수가 시발바로 갈 수 있는 통로로 여겨지기도 하였다.

## 주민

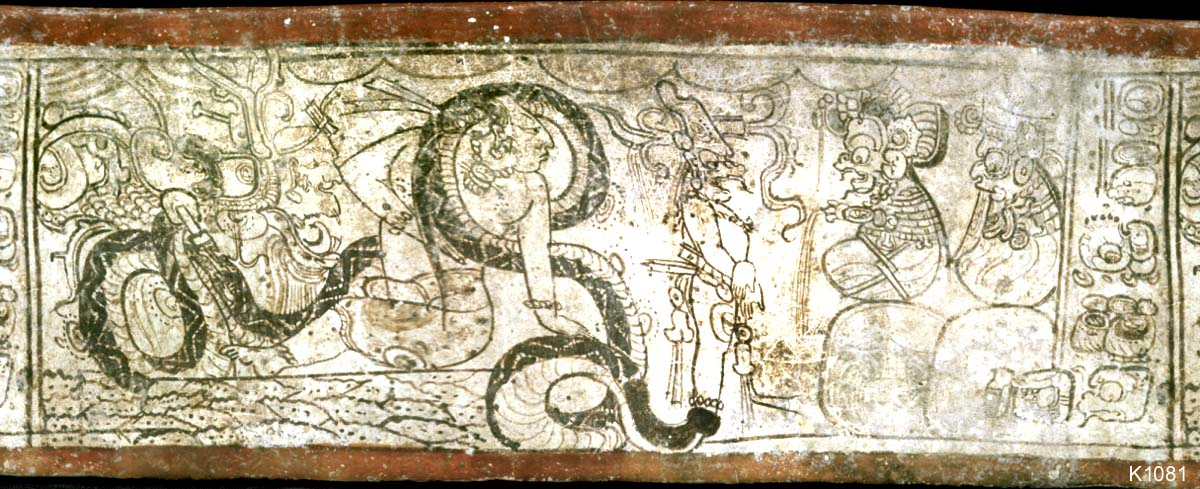
시발바의 영주 앞에서 이슈킥은 카윌의 뱀 다리에 얽혀 있다. 여성 신은 또한 고전 시대의 여신 I로 식별될 수 있다.

시발바는 포폴 부에서 죽음과 관련된 지구의 표면 아래에 있는 궁정으로 묘사되며, 시발바의 군주로 알려진 열두 신 또는 강력한 통치자들과 함께 있다. 시발바를 지배하는 마야의 사신 중 첫 번째는 운-카메( "첫 죽음")과 부쿱-카메( "일곱 죽음")이며 그 중 운-카메는 선배이다.
나머지 10명의 영주는 종종 악마라고 불리며 질병, 기아, 공포, 궁핍, 고통, 궁극적으로 죽음을 초래하는 다양한 형태의 인간 고통에 대한 임무와 영역이 부여된다. 이 영주들은 모두 짝을 지어 일하는데, 사람들의 피를 아프게 하는 시퀴리파트와 쿠추마퀵, 사람들의 몸을 부풀게 하는 아할푸와 아할가나, 시체를 해골로 만드는 차미아박과 차미아홀롬, 사람들의 집의 미침착지에 숨어 그들을 찔러 죽이는 아할메즈와 아할토콥, 길을 걷다가 피를 토하며 사람들을 죽게 하는 식과 파탄 등이 있다. 시발바의 나머지 주민들은 나열된 의무를 수행하기 위해 지구 표면을 돌아 다니는이 영주 중 한 사람의 지배하에 빠진 것으로 생각된다.

## 구조
시발바는 큰 궁전으로 시발바 내의 여러 개별 구조 또는 위치가 포폴 부에 설명되거나 언급되어 있다. 그 중 대표적인 구조물로는 시발바 영주의 의회 장소와 시발바으의 첫 번째 시련 역할을 한 5~6채의 집과 시발바의 구기장이 있다. 또한 시발바가 적어도 큰 도시였음을 나타내는 영주의 집, 정원 및 기타 구조물이 언급되어 있다.
시발바는 도시에 들어오는 모든 사람에게 시험, 시련 및 함정으로 가득 찬 것 같다. 시발바로 가는 길조차도 장애물로 가득 차 있다. 처음에는 전갈로 가득 찬 강, 피로 가득 찬 강, 그리고 고름으로 가득 찬 강이 있으며, 그 너머에는 여행자들이 혼란스럽게 하고 속이기 위해 말하는 네 개의 길 중에서 선택해야 하는 교차로가 있었다. 이 장애물을 지나면 방문자가 앉아있는 영주를 맞이할 것으로 예상되는 시발바 의회 장소에 도달한다. 사실적인 마네킹은 그들을 맞이하는 사람들을 혼란스럽게 하고 굴욕감을 주기 위해 영주의 근처에 앉았고, 혼란스러운 사람들은 실제로 뜨거운 요리 표면인 벤치에 앉도록 초대되었다. 시발바의 영주는 사람들을 시발바의 치명적인 시련 중 하나로 보내기 전에 이러한 방식으로 사람들을 모욕함으로써 스스로를 즐겁게 할 것이다.
그 도시에는 방문객들을 위한 시련으로 가득 찬 최소 6채의 치명적인 집이 있었다. 첫 번째는 내부가 완전히 어두운 집이었다. 두 번째는 덜거덕거리는 집 또는 추운 집으로 뼈를 식히는 추위와 덜거덕거리는 우박으로 가득 차 있다. 세 번째는 굶주린 재규어들로 가득 찬 재규어 집이었다. 네 번째는 위험한 비명을 지르는 박쥐로 가득 찬 박쥐 집이었고, 다섯 번째는 저절로 움직이는 칼날과 면도칼로 가득 찬 면도칼 집이었다. 포폴 부의 또 다른 부분에서는 여섯 번째 시련인 불과 열로 가득 찬 뜨거운 집이 식별된다. 이 시련의 목적은 시련를 통과할 수 없는 경우 시련에 배정된 사람들을 죽이거나 모욕하는 것이었다.

## 시발바의 몰락
시발바는 포폴 부의 영웅들이 치명적이고 날이 선 공의 형태로 악마들의 속임수에 굴복한 유명한 구장이자 마야 영웅 쌍둥이들이 신들을 앞질러 그들의 몰락을 가져온 장소였다.
포폴 부에 따르면 한때 시발바인들은 죽음의 신에게 인간 희생을 바친 지구 표면의 사람들의 숭배를 즐겼다. 포폴 부에서 다루는 시간 동안 시발바인들은 위조 희생을 받아들이도록 속고 마침내 위로부터 더 작은 제물을 받아들이도록 굴욕을 당한다. 인류학자인 데니스 테드록은 이 버전의 역사가 초기 마야 숭배 형태에 대한 키체인의 비방일 수 있다고 추측했다.
영웅 쌍둥이의 손에 크게 패한 후의 시발바와 시발바인의 역할은 불분명하지만, 오랫동안 지하 세계의 어두운 곳으로 존재를 계속해 온 것 같다.

## 같이 보기
- 아가르타
- 지옥
- 타르타로스
- 지구공동설
- 파탈라